# Frans van Duijn
Frans Willem van Duijn (Noordwijk aan Zee, 1963) is een Nederlands schrijver, hertaler en journalist.

## Biografie
Van Duijn werd in 1963 geboren in Noordwijk aan Zee, Zuid-Holland. Hij studeerde geschiedenis aan de Rijksuniversiteit Leiden. Na zijn studie ging hij aan de slag als freelance journalist en schrijver. Zijn werk werd onder meer gepubliceerd in het literair tijdschrift Maatstaf, Haarlems Dagblad, Metro, voetbaltijdschrift Johan, Intermediair en Hervormd Nederland.
In 2002 publiceerde Van Duijn Perzikman, zijn eerste misdaadroman. De held is hoofdinspecteur Nagel die in de boeken Engel (2003) en Maniak (2005) ook de nodige moordzaken oplost. Laatstgenoemde werk was het succesvolst. Zo gaf website Hebban drie sterren voor deze "geslaagde politiethriller" en website Dizzie.nl kende er vier toe. In 2006 werd "Maniak" opgenomen in een omnibus van Reader's Digest-serie Het Beste Boek.
In 2004 schreef Van Duijn met Een dansje bij de hoekvlag zijn eerste jeugdboek, een voetbalsprookje. Vijf jaar later kwam hij op stoom wat het schrijven van sportboeken voor de jeugd betreft. Bij uitgeverij Van Goor verscheen De toverstick, een hockeysprookje dat binnen vijf maanden een tweede druk beleefde. In 2010 kwam bij dezelfde uitgever Het Sprintkanon uit, een verhaal waarin een sprintster en haar verstandelijk beperkte zus de hoofdrollen spelen. Kort daarop verscheen bij Van Goor Isa, wereldspits, waarin een voetbalmeisje na een doodschop wraak zweert.
In 2014 publiceerde Van Duijn twee jeugdboeken: Tinka's mooiste smash, een verhaal over een tennismeisje dat met de oorlog in Syrië te maken krijgt, en De pony van Sinterklaas, een avontuur over een hondsbrutale pony die per se Sinterklaas op zijn rug wil. In 2015, 2016 en 2018 verschenen respectievelijk de jeugdromans Oceane, Zwemmen met Caligula en Kas, de vliegende keeper.
Begin 2020 tapte de schrijver uit een ander vaatje. Hij publiceerde een rijk geïllustreerde monografie van edelsmid en beeldhouwer Siem van den Hoonaard (1900-1938) onder de titel Siem van den Hoonaard, pionier in de metaalplastiek. Vervolgens schreef Van Duijn in maart 2021 een artikel voor The Rijks Museum Bulletin (Volume 69, 2021/1, pagina 58-69) over een door Van den Hoonaard vervaardigd metalen dansmasker.
Naast het schrijven van misdaadromans en jeugdboeken houdt Van Duijn zich sinds 2008 bezig met het hertalen van boeken voor laaggeletterden, onder meer boeken van schrijvers als Herman Melville, Ronald Giphart en Simone van der Vlugt. Al deze boeken komen uit bij uitgeverij Eenvoudig Communiceren te Amsterdam. Zeven van Van Duijns hertalingen zijn inmiddels in het Duits vertaald door uitgeverij 'Spass am Lesen Verlag' in Münster.
In de zomer van 2020 werd de 'Canon van Nederland, de vijftig vensters' herzien. De tien nieuwe Vensters werden begin 2021 hertaald door Van Duijn. Zij werden ingepast in het in 2009 verschenen 'Nederland van toen tot nu, geschiedenis in gewone taal'. Inmiddels beleefde dit boek een vierde druk.
In het najaar van 2021 werd Van Duijns hertaling van zes sprookjes van Hans Christian Andersen in het Chinees vertaald.  
Eind 2022 schreef hij een biografie van Max Verstappen voor laaggeletterden met de titel: 'Max Verstappen, to the Max'. Daarna volgden nog biografieën van Lionel Messi en Muhammad Ali voor dezelfde doelgroep. Al deze biografieën zijn inmiddels in het Duits vertaald.  
Van 14 oktober 2022 t/m 6 maart 2023 liep in Museum Noordwijk de tentoonstelling Siem van den Hoonaard, eigenzinnige kunstedelsmid eindelijk in beeld. Van Duijn was curator van deze expositie en schreef de bijbehorende tentoonstellingsgids. 
Van 2002 tot en met 2008 werkte Van Duijn als begeleider in een gezinsvervangend tehuis. Over deze periode publiceerde hij in 2024 een 'zorgthriller' met de titel 'Een allerliefste moordenaar'.

## Boeken
- 2002: Perzikman
- 2003: Engel
- 2004: Een dansje bij de hoekvlag
- 2005: Maniak
- 2006: Droomdoelpunt
- 2009: De toverstick
- 2010: Het sprintkanon
- 2011: Isa, wereldspits
- 2014: Tinka's mooiste smash
- 2014: De pony van Sinterklaas
- 2015: Oceane

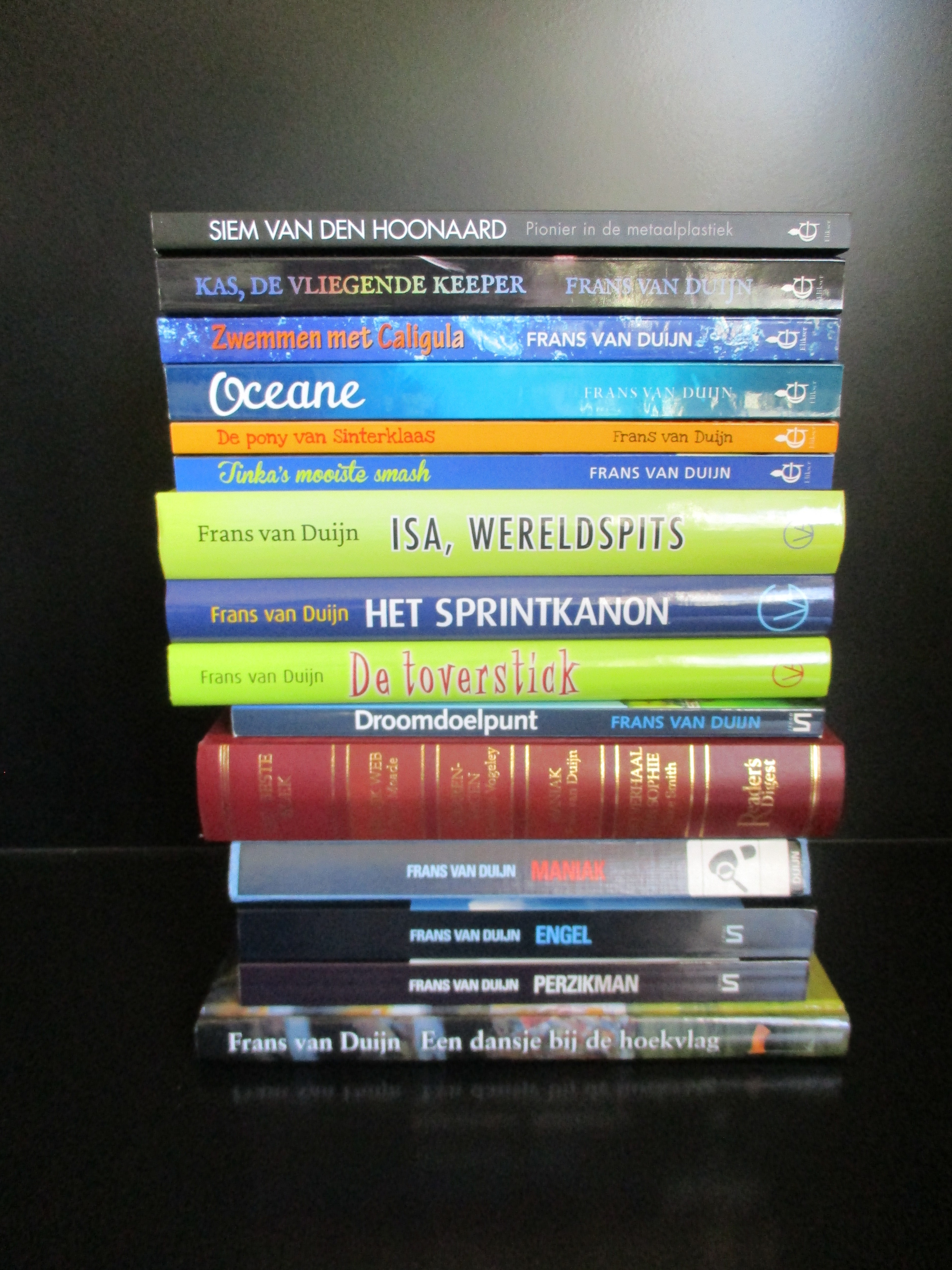
Collectie van Van Duijn's werk

- 2016: Toen werd het donker... kind in oorlogstijd. Noordwijkers over de bezetting. Interviewbundel.
- 2016: Zwemmen met Caligula
- 2018: Kas, de vliegende keeper
- 2020: Siem van den Hoonaard, pionier in de metaalplastiek
- 2022: Max Verstappen To The Max
- 2022: Siem van den Hoonaard, eigenzinnige kunstedelsmid eindelijk in beeld. Tentoonstellingsgids
- 2023: Lionel Messi, de beste voetballer van de wereld
- 2024: Muhammad Ali, de beste bokser van de wereld
- 2024: Een allerliefste moordenaar
- 2025: Bonnie en Clyde Wanted

## Bekroningen
- 1995: Winnaar schrijfwedstrijd "vakantiebelevenissen" van tijdschrift Mens & gevoelens
- 2005: Maniak op Longlist Gouden Strop.
- 2006: Maniak (in totaal 5 drukken) opgenomen in een omnibus van Reader's Digest-serie Het Beste Boek.
- 2003 en 2005: misdaadromans Engel en Maniak verkozen tot Boek van de Dag in Haarlems Dagblad.
- 2004, 2006 en 2011: voetbaljeugdboeken Een dansje bij de hoekvlag, Droomdoelpunt en Isa, wereldspits verkozen tot Boek van de Week in het tijdschrift Voetbal International.

- International Standard Name Identifier: 0000 0000 4426 9600
- Nationale Bibliotheek van Tsjechië: mzk20211128420
- Virtual International Authority File: 56316326